# 船津功
船津 功（ふなつ いさお、1944年7月27日 - 2014年12月）は、日本の歴史学者。札幌学院大学名誉教授。

## 来歴
- 群馬県生まれ
- 中央大学文学部卒
- 1976年北海道大学大学院文学研究科博士課程単位取得退学
- 1977年、札幌商科大学人文学部専任講師
- 1978年、同大学人文学部助教授（1984年に札幌学院大学に校名変更）
- 1990年、同大学人文学部教授に就任
- 2013年、退職。

## 専門領域
明治維新史研究や北海道近代史を研究

## 著書
- 『北海道議会開設運動の研究』(北海道大学図書刊行会、1992年)
- 『北海道民権史料集』(北海道大学図書刊行会、1986年)
- 『歴史学と民衆史運動』(北海道出版企画センター、1994年)
- 『北海道の歴史』(共著、山川出版社、2000年)
- 『忘れられた農村問題研究者　関谷留作　人と業績』（編著（遺稿）、亜璃西社、2016年）

## 恩師
北海道大学大学院在籍時は永井秀夫に師事した。
| スタブアイコン | サブスタブ | この項目は、まだ閲覧者の調べものの参照としては役立たない、人物に関連した書きかけの項目です。この項目を加筆・訂正などしてくださる協力者を求めています（P:人物伝/PJ:人物伝）。 |